# Jabouilleia danjoui
Jabouilleia danjoui é uma espécie de ave da família Timaliidae.
Pode ser encontrada nos seguintes países: Laos e Vietname.
Os seus habitats naturais são: florestas subtropicais ou tropicais húmidas de baixa altitude e regiões subtropicais ou tropicais húmidas de alta altitude.
Está ameaçada por perda de habitat.